# 레온도
레온 도(스페인어: León, 아스투리아스어: Llión)는 카스티야이레온 지방에 속하는 스페인의 도로, 이베리아반도 북서쪽에 위치하고 있으며 도청 소재지는 레온이다. 북쪽으로는 아스투리아스 지방과 칸타브리아 지방, 서쪽으로는 오렌세 도와 루고 도, 남쪽으로는 사모라 도와 바야돌리드 도, 동쪽으로는 팔렌시아 도와 경계를 맞대고 있다. 레온 도는 1833년 도 편성 때에 생겨났으며 레온 왕국의 지역으로 편입되었다.

## 기후
레온 도의 겨울은 춥고 건조하다.

## 문화
레온과 아스토르가에는 가톨릭 대성당이 있다. 칸타브리아 지방과 아스투리아스 지방과 함께 피코스데에우로파 국립공원에 속해 있다. 211개의 자치구가 존재한다.

## 교통
레온 도는 이베리아반도의 중요 지역 중의 하나이다. 이 도에는 2개의 루트가 존재하는데, 남쪽에서 북쪽으로 가는 경로인 라비아데라플라타, 동쪽에서 서쪽으로 가는 경로인 카미노데산티아고가 있다.

## 같이 보기
- 레온 왕국
- 레온 방언